# Leiestes dieneri
Leiestes dieneri is een keversoort uit de familie zwamkevers (Endomychidae). De wetenschappelijke naam van de soort werd in 1911 gepubliceerd door Edmund Reitter.